# Monika Kaserer
Monika Kaserer (ur. 11 maja 1952 w Neukirchen am Großvenediger) – austriacka narciarka alpejska, dwukrotna brązowa medalistka mistrzostw świata, olimpijka.

## Kariera
Specjalizowała się w slalomie gigancie i slalomie specjalnym. W zawodach Pucharu Świata zadebiutowała 18 stycznia 1968 roku w Bad Gastein, zajmując 31. miejsce w slalomie. Pierwsze punkty wywalczyła 3 stycznia 1969 roku w Oberstaufen, gdzie zajęła dziewiąte miejsce w gigancie. Na podium zawodów tego cyklu pierwszy raz stanęła 18 grudnia 1971 roku w Sestriere, kończąc rywalizację w slalomie na trzeciej pozycji. W zawodach tych wyprzedziły ją tylko Francuzka Françoise Macchi i Rosi Mittermaier z RFN. W kolejnych startach jeszcze 41 razy stawała na podium, odnosząc przy tym dziesięć zwycięstw: 17 stycznia 1973 roku w Grindelwald wygrała slalom, 22 marca 1975 roku w Val Gardena wygrała slalom równoległy, a 21 stycznia 1973 roku w Les Contamines, 11 lutego 1973 roku w Abetone, 14 stycznia 1974 roku w Grindelwald, 7 marca 1974 roku w Wysokich Tatrach, 9 stycznia 1976 roku w Meiringen, 19 marca 1976 roku w Mont-Sainte-Anne, 29 stycznia 1977 roku w Megève i 27 lutego 1977 roku w Furano był najlepsza w gigantach. W sezonach 1972/1973 i 1973/1974 zajmowała drugie miejsce w klasyfikacji generalnej, a w sezonach 1975/1976 i 1976/1977 była trzecia. W sezonie 1972/1973 zwyciężyła w klasyfikacji giganta, w sezonach 1971/1972, 1975/1976 i 1976/1977, a w sezonach 1973/1974 i 1974/1975 była trzecia. Ponadto w sezonie 1972/1973 była też trzecia w klasyfikacji slalomu.
Wystartowała na igrzyskach olimpijskich w Sapporo w 1972 roku, gdzie zajęła 30. miejsce w zjeździe, 13. w gigancie i 7. w slalomie. Podczas rozgrywanych cztery lata później igrzysk w Innsbrucku była szósta w gigancie, dziewiąta w zjeździe, a slalomu nie ukończyła. W 1974 roku zdobyła brązowy medal w kombinacji na mistrzostwach świata w Sankt Moritz, plasując się za Francuzką Fabienne Serrat i Hanni Wenzel z Liechtensteinu. Dzień wcześniej zajęła czwarte miejsce w zjeździe, przegrywając walkę o medal z rodaczką, Wiltrud Drexel o 0,25 sekundy. Wywalczyła ponadto brązowy medal w slalomie podczas mistrzostw świata w Garmisch-Partenkirchen w 1978 roku. Tym razem lepsze okazały się Lea Sölkner z Austrii i Pamela Behr z RFN.
Po tym jak nie wywalczyła miejsca w reprezentacji Austrii na igrzyska olimpijskie w Lake Placid w 1980 roku zakończyła karierę.

## Osiągnięcia

### Igrzyska olimpijskie
| Miejsce | Dzień     | Rok  | Miejscowość | Konkurencja | Czas biegu | Strata | Zwyciężczyni       |
| ------- | --------- | ---- | ----------- | ----------- | ---------- | ------ | ------------------ |
| 30.     | 5 lutego  | 1972 | Sapporo     | Zjazd       | 1:36,68    | +5,91  | Marie-Theres Nadig |
| 13.     | 8 lutego  | 1972 | Sapporo     | Gigant      | 1:29,90    | +3,52  | Marie-Theres Nadig |
| 7.      | 11 lutego | 1972 | Sapporo     | Slalom      | 1:31,24    | +3,12  | Barbara Cochran    |
| 9.      | 8 lutego  | 1976 | Innsbruck   | Zjazd       | 1:46,16    | +2,65  | Rosi Mittermaier   |
| DNF1    | 11 lutego | 1976 | Innsbruck   | Slalom      | 1:30,54    | -      | Rosi Mittermaier   |
| 6.      | 13 lutego | 1976 | Innsbruck   | Gigant      | 1:29,13    | +1,36  | Kathy Kreiner      |

### Mistrzostwa świata
| Miejsce | Dzień     | Rok  | Miejscowość            | Konkurencja | Czas biegu | Strata     | Zwyciężczyni          |
| ------- | --------- | ---- | ---------------------- | ----------- | ---------- | ---------- | --------------------- |
| 30.     | 5 lutego  | 1972 | Sapporo                | Zjazd       | 1:36,68    | +5,91      | Marie-Theres Nadig    |
| 13.     | 8 lutego  | 1972 | Sapporo                | Gigant      | 1:29,90    | +3,52      | Marie-Theres Nadig    |
| 7.      | 11 lutego | 1972 | Sapporo                | Slalom      | 1:31,24    | +3,12      | Barbara Cochran       |
| 4.      | 11 lutego | 1972 | Sapporo                | Kombinacja  | 25,64 pkt  | +57,07 pkt | Annemarie Moser-Pröll |
| 5.      | 3 lutego  | 1974 | Sankt Moritz           | Gigant      | 1:43,18    | +1,17      | Fabienne Serrat       |
| 4.      | 7 lutego  | 1974 | Sankt Moritz           | Zjazd       | 1:50,84    | +1,56      | Annemarie Moser-Pröll |
| 7.      | 8 lutego  | 1974 | Sankt Moritz           | Slalom      | 1:34,63    | +1,98      | Hanni Wenzel          |
| 3.      | 8 lutego  | 1974 | Sankt Moritz           | Kombinacja  | 20,14 pkt  | +7,30 pkt  | Fabienne Serrat       |
| 9.      | 8 lutego  | 1976 | Innsbruck              | Zjazd       | 1:46,16    | +2,65      | Rosi Mittermaier      |
| DNF1    | 11 lutego | 1976 | Innsbruck              | Slalom      | 1:30,54    | -          | Rosi Mittermaier      |
| 6.      | 13 lutego | 1976 | Innsbruck              | Gigant      | 1:29,13    | +1,36      | Kathy Kreiner         |
| 3.      | 3 lutego  | 1978 | Garmisch-Partenkirchen | Slalom      | 1:24,85    | +0,52      | Lea Sölkner           |
| DNF2    | 4 lutego  | 1978 | Garmisch-Partenkirchen | Gigant      | 2:41,15    | -          | Maria Epple           |

### Puchar Świata

#### Miejsca w klasyfikacji generalnej
- sezon 1968/1969: 23.
- sezon 1970/1971: 19.
- sezon 1971/1972: 4.
- sezon 1972/1973: 2.
- sezon 1973/1974: 2.
- sezon 1974/1975: 9.
- sezon 1975/1976: 3.
- sezon 1976/1977: 3.
- sezon 1977/1978: 8.
- sezon 1978/1979: 20.
- sezon 1979/1980: 51.

#### Miejsca na podium
1. Sestriere – 18 grudnia 1971 (slalom) – 3. miejsce
2. Sestriere – 19 stycznia 1972 (slalom) – 2. miejsce
3. St. Gervais – 22 stycznia 1972 (gigant) – 2. miejsce
4. Banff – 19 lutego 1972 (gigant) – 3. miejsce
5. Pra Loup – 18 marca 1972 (gigant) – 3. miejsce
6. Pra Loup – 18 marca 1972 (gigant) – 2. miejsce
7. Saalbach-Hinterglemm – 20 grudnia 1972 (gigant) – 2. miejsce
8. Pfronten – 9 stycznia 1973 (zjazd) – 2. miejsce
9. Grindelwald – 17 stycznia 1973 (slalom) – 1. miejsce
10. St. Gervais – 20 stycznia 1973 (gigant) – 2. miejsce
11. Les Contamines – 21 stycznia 1973 (gigant) – 1. miejsce
12. Chamonix – 26 stycznia 1973 (slalom) – 3. miejsce
13. Abetone – 11 lutego 1973 (gigant) – 1. miejsce
14. Anchorage – 7 marca 1973 (gigant) – 2. miejsce
15. Heavenly Valley – 23 marca 1973 (gigant) – 2. miejsce
16. Grindelwald – 14 stycznia 1974 (gigant) – 1. miejsce
17. Bad Gastein – 24 stycznia 1974 (slalom) – 3. miejsce
18. Wysokie Tatry – 7 marca 1974 (gigant) – 1. miejsce
19. Val d’Isère – 7 grudnia 1974 (gigant) – 2. miejsce
20. Naeba – 23 lutego 1975 (gigant) – 2. miejsce
21. Sun Valley – 13 marca 1975 (gigant) – 2. miejsce
22. Val Gardena – 20 marca 1975 (slalom) – 3. miejsce
23. Val Gardena – 22 marca 1975 (slalom równoległy) – 1. miejsce
24. Val d’Isère – 4 grudnia 1975 (gigant) – 3. miejsce
25. Meiringen – 9 stycznia 1976 (gigant) – 1. miejsce
26. Les Gets – 15 stycznia 1976 (gigant) – 3. miejsce
27. Berchtesgaden – 18 stycznia 1976 (gigant) – 3. miejsce
28. Bad Gastein – 22 stycznia 1976 (kombinacja) – 2. miejsce
29. Copper Mountain – 6 marca 1976 (slalom) – 2. miejsce
30. Aspen – 13 marca 1976 (gigant) – 3. miejsc
31. Mont-Sainte-Anne – 19 marca 1976 (gigant) – 1. miejsce
32. Schruns – 19 stycznia 1977 (kombinacja) – 3. miejsce
33. Arosa – 20 stycznia 1977 (gigant) – 3. miejsce
34. St. Gervais – 28 stycznia 1977 (slalom) – 3. miejsce
35. Megève – 29 stycznia 1977 (gigant) – 1. miejsce
36. Maribor – 1 lutego 1977 (slalom) – 2. miejsce
37. Maribor – 2 lutego 1977 (gigant) – 2. miejsce
38. Furano – 27 lutego 1977 (gigant) – 1. miejsce
39. Sun Valley – 5 marca 1977 (slalom) – 3. miejsce
40. Val d’Isère – 8 grudnia 1977 (gigant) – 3. miejsce
41. Madonna di Campiglio – 15 grudnia 1977 (gigant) – 2. miejsce
42. Les Mosses – 10 stycznia 1978 (gigant) – 2. miejsce

- 10 zwycięstw, 17 drugich i 15 trzecich miejsc.